# Pischelsdorf am Engelbach
Pischelsdorf am Engelbach – miejscowość i gmina w Austrii, w kraju związkowym Górna Austria, w powiecie Braunau am Inn. Liczy 1,7 tys. mieszkańców.